# 渤海街道 (敦化市)
渤海街道，是中华人民共和国吉林省延边朝鲜族自治州敦化市下辖的一个乡镇级行政单位。

## 行政区划
渤海街道下辖以下地区：
红旗社区、北苑社区、爱民社区、利民社区、工农社区和敦化经济开发区。